# カロジェロ・ヴィッツィーニ
カロジェロ・ヴィッツィーニ（Calogero Vizzini、1877年7月24日 - 1954年7月10日）は、シチリア・マフィアのボスだった人物。通称ドン・カロ（カロ伯父）。
幾度も犯罪行為で逮捕されたが、すべて証拠不十分で不起訴となった経歴を持つ人物。多くの政治家との付き合いがあり、ベニート・ムッソリーニとは家族で食事をするほどの仲だったという。

## プロフィール
ヴィッラルバ村の小地主の息子として生まれる。兄弟の2人は司祭で、司教をしているおじもいた。
第1次世界大戦中の混乱期に軍需物資の調達で大もうけし、マフィアのボスにまで上り詰めた。
1922年にロンドンで行われた硫黄の国際カルテル結成の会議に参加した。この時の会議には有名な硫黄企業家やモンテカティー社が参加している。
ファシスト党のローマ進軍に資金援助し、その後、運もあってマフィアとしては珍しくファシズムの時代を無傷で乗り切った。
第2次世界大戦中にラッキー・ルチアーノの作戦とアメリカ軍に協力する。連合軍が上陸した後は、連合軍司令部に自由に出入りできる立場で連合軍の物資を横流しし、パレルモに闇市を作り莫大な利益を上げた。さらに自分と親しい人間を連合軍政府に推薦し、それを連合軍政府が町・村長に任命し、それまで自分の支配下でなかった地域でも影響力を手にした。自分はヴィッラルバ村の村長になり、それまでの前科39件の殺人罪、6件の殺人未遂、36件の強盗罪、37件の窃盗罪、63件の強請りが抹消され、犯罪者から町長に生まれ変わった。第2次世界大戦後にシチリア・マフィアの大ボスになる。人々は尊敬と恐れをこめて「ドン・カーロ」と呼んだ。
第2次世界大戦後にシチリア独立運動（ＭＩＳ）を起こった時、ヴィッツィーニもＭＩＳに加わったマフィオーソの一人だった。
その後、アメリカを追放されたルチアーノとは1946年にパレルモのホテルで初対面する。彼とは出身村も近く気が合ったという。ルチアーノとは頻繁に連絡を取り1949年には2人でパレルモに菓子会社を作った。ヨーロッパやアメリカに菓子を輸出していたが、麻薬も密輸していたといわれる。
山賊全盛の時代に山賊から農民を保護するという名目で上納金を取っていた。もちろんヴィッツィーニと山賊は裏でかかわりを持っており、実際は立場の弱い者から金を取っているだけだった。さらに山賊や部下に盗ませた馬や穀物の密売でも収益を上げていた。
1949年ごろ、その山賊のサルヴァトーレ・ジュリアーノがマフィアに対し反撃に出たとき、ホテルに隠れ移動する際はトラックの荷台に隠れたという。これはマフィアの大ボスとしては屈辱的なことだった。
1954年7月10日に死亡。葬儀には政治家、高位聖職者、マフィアのボスらが集まった。当時としてはかなりの額の20億リラの資産を残したという。ヴィッツィーニは最期の時を迎えたとき、「人生とは美しい」と言い残した。